# Aston Martin DB6
La Aston Martin DB6 è un'autovettura Gran Turismo prodotta dal 1965 al 1971 dalla casa automobilistica britannica Aston Martin, per sostituire il precedente modello DB5.

## Il contesto
La nuova vettura fu presentata al Salone dell'Automobile di Londra 1965 come naturale evoluzione della DB5 da cui recuperava interamente la parte frontale della carrozzeria, fino alla portiera. La parte posteriore dell'abitacolo con una nuova coda, tronca e non "tonda", erano del tutto inedite.
Fu il primo modello di Aston Martin dotato del pianale rigido di acciaio scatolato utilizzato dalla marca britannica fino agli anni '90 e il primo prodotto nel nuovo stabilimento di Newport Pagnell. Con questa vettura il patron della Aston Martin, David Brown, dopo 18 anni, completò la trasformazione della casa inglese da piccola produttrice di auto sportive a realtà industriale vera e propria.

## La vettura
La vettura era la naturale evoluzione della DB5 ma rispetto ad essa i cambiamenti furono importanti. Il passo venne allungato di diversi centimetri per poter ospitare altri 2 posti, di fortuna, e la coda venne totalmente ridisegnata. Nel febbraio del 1965 vennero svolti dei test in galleria del vento per valutare l'efficienza aerodinamica della DB5. Il retrotreno a causa della scarsa deportanza prodotta dalla forma della coda perdeva stabilità alle alte velocità. Per risolvere questi problemi venne prodotto un telaio più lungo e una carrozzeria dotata di coda Kamm e spoiler posteriore, ispirata a quella della Ferrari 250 GTO, denominato MP209. Con la nuova aerodinamica migliorata la vettura raggiungeva i 240 Km/h ed aveva una tenuta di strada complessivamente migliore.
La nuova vettura 2 più 2 posti sacrificava un po' di sportività sull'altare dell'eleganza e dell'abitabilità interna ma senza perdere il fascino e il comportamento stradale tipico di una vettura sportiva inglese. Questo modello trasformò definitivamente la serie DB da sportiva pura a Gran Turismo di classe, processo completato definitivamente dalla DBS e dalla DBS V8 negli anni a venire. Per questo motivo la casa pubblicizzava anche la comodità e la buona capacità di carico oltre alle prestazioni ragguardevoli.
Le differenze principali con la precedente DB5 sono: passo allungato per ospitare i passeggeri posteriori, linea del tetto sollevata di 2 pollici, finestrino posteriore di diverso disegno, parabrezza più alto ed inclinato, presa d'aria frontale dedicata al radiatore dell'olio, paraurti separati e non più in un sol pezzo e modifiche alla carrozzeria tali da abbandonare il metodo costruttivo Superleggera della Touring di Milano, con un conseguente aumento del peso di 17,7 kg.
Sul piano tecnico non cambiava quasi nulla dalla precedente DB5 a parte il passo allungato; Il motore 6 cilindri in linea 4.0 litri con tre carburatori SU progettato da Tadek Marek rimase lo stesso. Nella versione base erogava 282 CV a 5.500 giri/min; tale potenza passava a circa 325 CV (a 5750 giri/min) nella variante più sportiva Vantage con rapporto di compressione più alto.
Le sospensioni anteriori sono indipendenti, dotate di doppi bracci trasversali, molle elicoidali, ammortizzatori idraulici telescopici e barra stabilizzatrice. Le sospensioni posteriori a ponte rigido Salisbury con parallelogramma di Watt, bielle longitudinali e barra stabilizzatrice adottarono definitivamente gli ammortizzatori a leva regolabili su 2 tarature Armstrong Selectaride. L'impianto frenante rimase a 4 dischi Girling a doppio circuito servoassistito.
Gli pneumatici erano 8,15x15 montati su ruote a 72 raggi con fissaggio a gallettone centrale.
Anche per la DB6 venne resa disponibile una versione potenziata con specifiche Vantage montando 3 carburatori Weber 45DCOE doppio corpo e aumentando il rapporto di compressione da 8,9:1 a 9,4:1; ottenendo una potenza complessiva di 325 CV a 5750 giri/min. e prestazioni complessivamente migliorate.

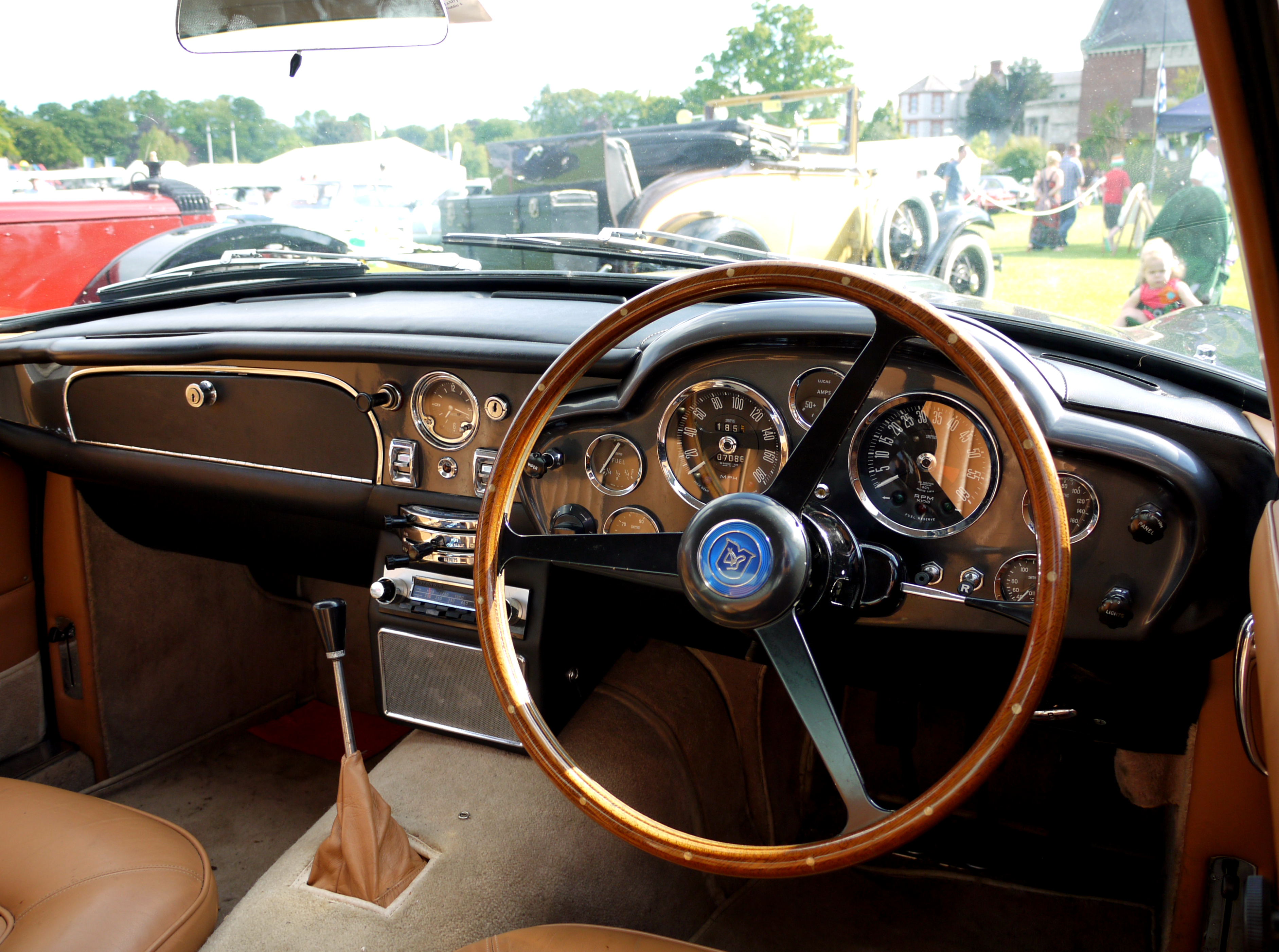
Il posto guida di una DB6; si noti il grande volante in legno e la linea del cruscotto che riprende la calandra anteriore

Durante gli anni di produzione subì un solo aggiornamento nel 1969; in questa occasione vennero messi in comune vari particolari con la DBS che era nel frattempo entrata in produzione e che dal 1971 la sostituì nella gamma Aston Martin. La nuova MkII aveva sedili posteriori risistemati, ruote e pneumatici maggiorati con passaruota svasati per accoglierli meglio e, a richiesta, sistema d'iniezione AE Brico abbinata alla testata ad alta compressione Vantage e servosterzo.
Come per la DB5 era disponibile anche la versione spider chiamata, come da tradizione, DB6 Volante. Per il primo anno di produzione questa versione venne dotata sia della nuova coda che dello spoiler posteriore ma il telaio rimase quello a passo corto. Solo dopo un anno e 37 esemplari anche la versione Volante utilizzo il telaio a passo lungo. Uscì di produzione insieme alla DB6 dopo 140 esemplari, di cui 19 Vantage Volante e 38 MkII. Il Principe Carlo d'Inghilterra acquistò una DB6 Volante nel 1971.
Sulla scia del successo della DB5 "Station Wagon" di David Brown venne realizzata la variante Shooting Brake battezzata "Estate" dalle carrozzerie indipendenti Harold Radford (6 o 7 esemplari) e FNL Panelcraft (3 esemplari) a partire da DB6 standard o Vantage e sfruttando il posteriore di vetture Triumph. Di questa particolare versione vennero ricavati pochissimi esemplari uno dei quali fu di proprietà del pilota Innes Ireland.

## Caratteristiche tecniche
| Caratteristiche tecniche - Aston Martin DB6 (1965)                                                   | Caratteristiche tecniche - Aston Martin DB6 (1965) | Caratteristiche tecniche - Aston Martin DB6 (1965) | Caratteristiche tecniche - Aston Martin DB6 (1965) | Caratteristiche tecniche - Aston Martin DB6 (1965) | Caratteristiche tecniche - Aston Martin DB6 (1965) |
| --- | --- | --- | --- | --- | --- |
| | | | | | |
| Configurazione                                                                                       | | | | | |
| Carrozzeria: coupé 2 porte                                                                           | Carrozzeria: coupé 2 porte | Posizione motore: anteriore longitudinale | Posizione motore: anteriore longitudinale | Trazione: posteriore | Trazione: posteriore |
| Dimensioni e pesi                                                                                    | | | | | |
| Ingombri (lungh.×largh.×alt. in mm): 4620 × 1680 × 1360                                              | Ingombri (lungh.×largh.×alt. in mm): 4620 × 1680 × 1360 | Ingombri (lungh.×largh.×alt. in mm): 4620 × 1680 × 1360 | Ingombri (lungh.×largh.×alt. in mm): 4620 × 1680 × 1360 | Diametro minimo sterzata: | Diametro minimo sterzata: |
| Interasse: 2580 mm                                                                                   | Interasse: 2580 mm | Carreggiate: anteriore 1380 - posteriore 1340 mm | Carreggiate: anteriore 1380 - posteriore 1340 mm | Altezza minima da terra: | Altezza minima da terra: |
| Posti totali: 2 più 2                                                                                | Posti totali: 2 più 2 | Bagagliaio: | Bagagliaio: | Serbatoio: 86 | Serbatoio: 86 |
| Masse                                                                                                | a vuoto: 1475 kg | a vuoto: 1475 kg | a vuoto: 1475 kg | a vuoto: 1475 kg | a vuoto: 1475 kg |
| Meccanica                                                                                            | | | | | |
| Tipo motore: 6 cilindri in linea raffreddato ad acqua, basamento e testate in lega leggera           | Tipo motore: 6 cilindri in linea raffreddato ad acqua, basamento e testate in lega leggera | Tipo motore: 6 cilindri in linea raffreddato ad acqua, basamento e testate in lega leggera | Cilindrata: alesaggio x corsa: 96 x 92 mm, totale 3995 cm³ | Cilindrata: alesaggio x corsa: 96 x 92 mm, totale 3995 cm³ | Cilindrata: alesaggio x corsa: 96 x 92 mm, totale 3995 cm³ |
| Distribuzione: bialbero in testa comandato da catena, 2 valvole per cilindro                         | Distribuzione: bialbero in testa comandato da catena, 2 valvole per cilindro | Distribuzione: bialbero in testa comandato da catena, 2 valvole per cilindro | Alimentazione: 3 carburatori orizzontali SU HD 8/1 (Vantage: Weber doppio corpo 45 DCOE) | Alimentazione: 3 carburatori orizzontali SU HD 8/1 (Vantage: Weber doppio corpo 45 DCOE) | Alimentazione: 3 carburatori orizzontali SU HD 8/1 (Vantage: Weber doppio corpo 45 DCOE) |
| Prestazioni motore                                                                                   | Potenza: 282 CV DIN a 5500 giri/min. (Vantage: 325 CV DIN a 5750 giri/min) / Coppia: 39,8 Kgm DIN a 3850 giri/min. | Potenza: 282 CV DIN a 5500 giri/min. (Vantage: 325 CV DIN a 5750 giri/min) / Coppia: 39,8 Kgm DIN a 3850 giri/min. | Potenza: 282 CV DIN a 5500 giri/min. (Vantage: 325 CV DIN a 5750 giri/min) / Coppia: 39,8 Kgm DIN a 3850 giri/min. | Potenza: 282 CV DIN a 5500 giri/min. (Vantage: 325 CV DIN a 5750 giri/min) / Coppia: 39,8 Kgm DIN a 3850 giri/min. | Potenza: 282 CV DIN a 5500 giri/min. (Vantage: 325 CV DIN a 5750 giri/min) / Coppia: 39,8 Kgm DIN a 3850 giri/min. |
| Accensione: a spinterogeno, 1 candela per cilindro                                                   | Accensione: a spinterogeno, 1 candela per cilindro | Accensione: a spinterogeno, 1 candela per cilindro | Impianto elettrico: 12V | Impianto elettrico: 12V | Impianto elettrico: 12V |
| Frizione: monodisco a secco Laycock con comando idraulico, molla a diaframma (solo versioni manuali) | Frizione: monodisco a secco Laycock con comando idraulico, molla a diaframma (solo versioni manuali) | Frizione: monodisco a secco Laycock con comando idraulico, molla a diaframma (solo versioni manuali) | Cambio: manuale ZF a 5 marce e RM, a richiesta cambio automatico Borg-Warner a 3 rapporti | Cambio: manuale ZF a 5 marce e RM, a richiesta cambio automatico Borg-Warner a 3 rapporti | Cambio: manuale ZF a 5 marce e RM, a richiesta cambio automatico Borg-Warner a 3 rapporti |
| Telaio                                                                                               | | | | | |
| Corpo vettura                                                                                        | a piattaforma in acciaio | a piattaforma in acciaio | a piattaforma in acciaio | a piattaforma in acciaio | a piattaforma in acciaio |
| Sterzo                                                                                               | a cremagliera | a cremagliera | a cremagliera | a cremagliera | a cremagliera |
| Sospensioni                                                                                          | anteriori: a ruote indipendenti, quadrilateri sovrapposti, molle elicoidali, ammortizzatori idraulici telescopici, barra stabilizzatrice / posteriori: a ponte rigido, bielle logitudinali, parallelogramma di Watt, molle elicoidali, ammortizzatori a leva regolabili Armstrong Selectaride | anteriori: a ruote indipendenti, quadrilateri sovrapposti, molle elicoidali, ammortizzatori idraulici telescopici, barra stabilizzatrice / posteriori: a ponte rigido, bielle logitudinali, parallelogramma di Watt, molle elicoidali, ammortizzatori a leva regolabili Armstrong Selectaride | anteriori: a ruote indipendenti, quadrilateri sovrapposti, molle elicoidali, ammortizzatori idraulici telescopici, barra stabilizzatrice / posteriori: a ponte rigido, bielle logitudinali, parallelogramma di Watt, molle elicoidali, ammortizzatori a leva regolabili Armstrong Selectaride | anteriori: a ruote indipendenti, quadrilateri sovrapposti, molle elicoidali, ammortizzatori idraulici telescopici, barra stabilizzatrice / posteriori: a ponte rigido, bielle logitudinali, parallelogramma di Watt, molle elicoidali, ammortizzatori a leva regolabili Armstrong Selectaride | anteriori: a ruote indipendenti, quadrilateri sovrapposti, molle elicoidali, ammortizzatori idraulici telescopici, barra stabilizzatrice / posteriori: a ponte rigido, bielle logitudinali, parallelogramma di Watt, molle elicoidali, ammortizzatori a leva regolabili Armstrong Selectaride |
| Freni                                                                                                | anteriori: a disco / posteriori: a disco Girling con comando idraulico e servofreno a depressione | anteriori: a disco / posteriori: a disco Girling con comando idraulico e servofreno a depressione | anteriori: a disco / posteriori: a disco Girling con comando idraulico e servofreno a depressione | anteriori: a disco / posteriori: a disco Girling con comando idraulico e servofreno a depressione | anteriori: a disco / posteriori: a disco Girling con comando idraulico e servofreno a depressione |
| Pneumatici                                                                                           | 6.70-15 / Cerchi: a raggi Dunlop | 6.70-15 / Cerchi: a raggi Dunlop | 6.70-15 / Cerchi: a raggi Dunlop | 6.70-15 / Cerchi: a raggi Dunlop | 6.70-15 / Cerchi: a raggi Dunlop |
| Prestazioni dichiarate                                                                               | | | | | |
| Velocità: 240 km/h                                                                                   | Velocità: 240 km/h | Velocità: 240 km/h | Accelerazione: 0-100 Km/h 8,4 s. | Accelerazione: 0-100 Km/h 8,4 s. | Accelerazione: 0-100 Km/h 8,4 s. |
| Consumi                                                                                              | 20 l / 100 Km | 20 l / 100 Km | 20 l / 100 Km | 20 l / 100 Km | 20 l / 100 Km |
| Fonte dei dati: Ruoteclassiche n° 345, settembre 2017                                                | | | | | |